# 안티필로스
안티필로스(고대 그리스어: Αντίφιλος, 라틴어: Antiphilos, 기원전 4세기 생몰년 불명)는 고대 아테나이의 장군이다.

## 생애

### 라미아 전쟁
기원전 323년에 알렉산더 3세의 죽음을 틈타 아테나이의 다른 그리스의 도시는 마케도니아 왕국의 지배에 반기를 든 라미아 전쟁을 일으켰다. 그리스 연합군의 총사령관이 된 아테나이 장군 레오스테네스는 그리스를 지배하고 있던 마케도니아 장군 안티파트로스 싸워 그를 테살리아의 라미아에 봉쇄했다. 맹공을 퍼부으며 하마터면 라미아를 함락시킬 뻔 했지만, 기원전 322년 공성전에서 레오스테네스는 전사해 버렸다. 장군으로 우수하며 주전파였던 안티필로스가 그의 후임이 되었다.
그 후, 안티파트로스의 원군으로 온 레온나토스를 테살리아의 메논이 이끄는 기병부대가 패사시키는 성과를 거두었다. 그러나, 안티파트로스는 라미아에서 탈출에 성공하였고, 레온나토스 군을 흡수하여 라미아에서 일단 물러났다. 반면 안티필로스는 테살리에 머물며 적의 반응을 살폈다.

### 크란논 전투
나중에 안티파트로스가 다시 싸움을 걸어왔다. 이긴 싸움으로 적을 얕보던 그리스 연합군은 적지 않은 부대가 자신들의 나라로 해산해 버렸고, 수에서 압도적으로 뒤떨어져 있었음에도 불구하고, 마케도니아 군과 창을 섞어야 했다. 그리스 연합군은 보병 25,000명과 기병 3,500기였던 반면, 마케도니아 군은 보병 40,000명, 기병 5,000기였다.
양군은 크란논에서 격돌하였다. 기병끼리의 전투는 숫자로는 뒤떨어졌지만, 정예화에서는 적을 능가했던 그리스 연합군의 테살리아 기병이 우세를 보였다. 그러나 월등한 숫자로 밀어부친 마케도니아 군 팔랑크스에 그리스 연합군 팔랑크스는 크게 패배하고 후퇴하였다. 그런 기세에 휘말려 그리스 연합군의 기병도 퇴각하면서, 그리스 연합군은 패퇴를 했다. 전투가 벌어진 다음날 안티필로스와 메논은 연합군의 도착을 기다려 전투를 계속해야 할지, 아니면 강화를 해야할 지를 논의한 후 강화를 결정했다.
그러나 전쟁은 서툴렀지만, 노회한 정치인이었던 안티파트로스는 각각의 도시와 단독적 강화 밖에 인정하지 않았다. 더 빨리 강화를 하는 도시들에게는 더 관대한 조건으로 강화했기 때문에 반 마케도니아 동맹의 도시들은 빠짐없이 마케도니아와 강화를 하게 되었다. 이를 통해 동맹은 와해되었고, 결과적으로 아테나이는 동맹들로부터 버림받은 꼴이 되었다. 그 결과 라미아 전쟁은 마케도니아의 승리로 끝났다.